# Nemapogon picarella
Nemapogon picarella är en fjärilsart som beskrevs av Carl Alexander Clerck 1759. Nemapogon picarella ingår i släktet Nemapogon och familjen äkta malar. Inga underarter finns listade i Catalogue of Life.